# تمب بت
تمب بت، از آثار باستانی بازمانده از کاخهای هخامنشیان در بخش اسیر شهرستان مهر در استان فارس می‌باشد این اثر از لحاظ معماری و نقش و نگاره‌هایی که در دل آن کنده شده‌ است شباهت بسیار نزدیکی به معماری تخت جمشید دارد. ستونها و سرستونهای این کاخ از نظر حجم و شکل عیناً شبیه سرستونهای تخت جمشید می‌باشد و گل لوتوس که از مشخصه‌های معماری تخت جمشید است در این اثر نیز وجود دارد.
این آثار ارزشمند در سالهای گذشته به وسیله حفاری‌های انجام شده توسط افراد محلی کشف و در حال حاضر نگهداری می‌شود.